# Хёэберг, Альберт
Альберт Хёэберг (дат. Albert Høeberg; 26 апреля 1879, Копенгаген — 21 июля 1949) — датский певец (баритон). Внук композитора Ханса Кристиана Лумбю, брат дирижёра Георга Хёэберга.
В 1909—1939 гг. солист датского Королевского театра. Основные партии — Вотан в «Валькирии» Вагнера, заглавная партия в его же «Летучем голландце». С 1917 г. носил звание придворного певца.
В 1943 г. Карл Теодор Дрейер снял Хёэберга в роли епископа в одной из своих важнейших кинокартин, «День гнева».